# Тростянский, Александр Борисович
Александр Борисович Тростянский (р. 1972) — российский скрипач, заслуженный артист России. Профессор Московской Государственной консерватории им. П. И. Чайковского.
Родился в 1972 году в семье музыкантов. Его первым учителем был отец — заслуженный работник культуры РФ Б. П. Тростянский. Далее он продолжил своё обучение у профессора Новосибирской государственной консерватории М. Б. Либермана, а затем у профессора Московской государственной консерватории И. В. Бочковой (консерватория и аспирантура).
Является лауреатом международных конкурсов:
- 1996 — «Centre d’Orford» (Орфорд, Канада, I премия)
- 1997 — «Ф.Шуберт и музыка XX века» (Грац, Австрия, III премия)
- 1998 — им. П. И. Чайковского (V премия)

Участвовал в фестивалях «Mосковская осень», «Декабрьские вечера С. Рихтера», фестивали Ю. Башмета (Ярославль, Минск), «Musik im Michel»(Hamburg), им. О. Кагана (Kreuth), «Музыка без границ» и других.
Осуществил ряд записей на Радио-1 и Радио «Орфей».
В 2007 году А.Тростянскому было присвоено звание Заслуженный артист России.